# Ministère de l'Emploi et de la Protection sociale
Le ministère de l'Emploi et de la Protection sociale du Niger est le ministère chargé de l'emploi et de la protection sociale au Niger.  

## Description

### Siège
Le ministère de l'Emploi et de la Protection sociale du Niger a son siège à Niamey.

### Attributions
Ce département ministériel du gouvernement nigérien est chargé de la conception, de la mise en œuvre et du suivi de la politique de l’État en matière de planification du territoire du Niger.

### Ministres
Le ministre de l'Emploi et de la Protection sociale du Niger est docteur AIbrah Boukary .